# Hypochondrie
Hypochondrie, ofwel ziektevrees, is een stoornis waarbij een persoon ervan overtuigd is een ernstige ziekte te hebben. Allerlei gewone of onschuldige lichamelijke verschijnselen worden gezien als teken van een ernstige ziekte, zoals een steek, jeuk of kramp. Dit kan bijvoorbeeld leiden tot uitgebreid zoeken op internet naar de vermeende ziekte of het dwangmatig checken van het eigen lichaam. Als een arts de patiënt heeft onderzocht en de patiënt probeert gerust te stellen, heeft dit vaak alleen kortdurend, of helemaal geen effect. 
In het psychiatrisch classificatiesysteem DSM-IV viel hypochondrie onder de sectie 'somatoforme stoornissen'. In het huidige classificatiesysteem DSM-5 heet de stoornis ziekte-angststoornis en valt deze aandoening onder de sectie 'somatisch-symptoomstoornis en verwante stoornissen'. 
Soms worden mensen die de neiging hebben snel bang te zijn voor een ernstige ziekte 'hypochonder' genoemd. Iemand voldoet pas aan de criteria voor een stoornis als het dagelijks leven er door beheerst wordt (zie: DSM-5-criteria ziekte-angststoornis). 
Er zijn effectieve medicamenteuze en psychotherapeutische behandelingen voor hypochondrie.

## DSM-5-criteria ziekteangststoornis
A. Preoccupatie met het hebben of krijgen van een ernstige ziekte.
B. Lichamelijke klachten zijn niet aanwezig, of als dit wel het geval is, slechts in lichte mate. Als er een somatische aandoening aanwezig is of een hoog risico om een somatische aandoening te ontwikkelen (zoals wanneer een ziekte veel in de familie voorkomt) is de preoccupatie duidelijk excessief of disproportioneel.
C. Er is een hoge mate van angst over de gezondheid, en de betrokkene is snel verontrust over de eigen gezondheidstoestand.
D. De betrokkene vertoont excessief gezondheidsgerelateerd gedrag (controleert bijvoorbeeld herhaaldelijk zijn of haar lichaam op tekenen van ziekte) of maladaptieve vermijding (vermijdt bijvoorbeeld doktersafspraken en ziekenhuizen).
E. De preoccupatie met ziekte is minstens zes maanden aanwezig, maar de specifieke ziekte die wordt gevreesd, kan in die periode veranderen.
F. De ziekte gerelateerde preoccupatie kan niet beter worden verklaard door een andere psychische stoornis, zoals een somatisch-symptoomstoornis, een morfodysfore stoornis, een obsessieve-compulsieve stoornis of een waanstoornis, somatische type. 
Specificeer of:
- Zorgzoekende type: er wordt veel gebruik gemaakt van somatische zorg in de vorm van artsenbezoeken of het ondergaan van tests en onderzoeken
- Zorgmijdende type: er wordt zelden een beroep gedaan op somatische zorg